# Trichoneura
Trichoneura là một chi thực vật có hoa trong họ Hòa thảo (Poaceae).

## Loài
Chi Trichoneura gồm các loài: